# Golden (société de production)
Pour les articles homonymes, voir Golden.
Golden Network, ou GM6, est une société de production et de création créée en novembre 2012. Elle développe depuis sa création la plateforme vidéo humoristique Golden Moustache,, qui produit des vidéos et des contenus originaux et qui recense des vidéos du web,.
GM6 opère aussi comme agence publicitaire en proposant des vidéos conçues pour promouvoir des marques.

## Histoire

### Lancement de la plateforme Golden Moustache
Golden Moustache se lance le 8 novembre 2012. Le groupe Airnadette est à l'origine de la première vidéo publiée quelques jours avant le démarrage officiel du site et de la chaîne YouTube.
La vidéo The Day the earth stopped masturbating réalisée par Raphaël Descraques permet à la plateforme de connaître dès ses débuts un succès immédiat.
Dès son lancement, Golden Moustache produit également les nouveaux épisodes de L'Histoire racontée par des Chaussettes, une web-série créée en 2008 par les humoristes Dédo et Yacine Belhousse issus du Jamel Comedy Club.
Golden Moustache diffuse fin 2012 La Dernière Série avant la fin du monde, une série de Damien Maric et Cyril Grillon avec un guest-star de la télé ou du web à chaque épisode (Kyan Khojandi, le Palmashow, le Joueur du Grenier, Frédérique Bel).
En 2013, Raphaël Descraques, Julien Josselin, FloBer et Vincent Tirel lancent le collectif Suricate. Certaines de leurs vidéos, notamment La vie sexuelle des jeux vidéos ou Movies vs. Life, dépassent les 10 millions de vues et assoient la renommée de Golden Moustache.
Début 2013, Golden Moustache produit son premier clip : Moustache de PV Nova, tandis que Dédo écrit et interprète Bilbo le Hobbit - Director's Cut, une parodie du Hobbit de Peter Jackson, avec Baptiste Lecaplain, Kheiron, Yacine Belhousse et Davy Mourier.
Monsieur Poulpe rejoint Golden Moustache début 2013 pour de nouveaux épisodes de l'émission à sketchs Le Golden Show qu'il anime avec Davy Mourier, mais il quitte Golden Moustache quelques mois plus tard pour rejoindre le Studio Bagel sans Davy. L'émission est produite par Alexandre Astier qui écrit, réalise et interprète un des sketches : Street Magic. Comédien dans les vidéos du Golden Show et de Suricate, Slimane-Baptiste Berhoun réalise avec Nadja Anane à l'été 2013 une vidéo hors-série : LOST ISLAND : Le Repérage.
À la rentrée 2013, de nouveaux visages apparaissent dans les vidéos, parmi lesquels : Eléonore Costes, Antoine Schoumsky, Adrien Ménielle, Greg Romano, Aude Gogny-Goubert (Very Bad Blagues) , Lucien Maine ou David Salles (Case départ).

### Deuxième saison de Golden Moustache
En janvier 2014 la saison 2 de Suricate débute sur Golden Moustache, sans FloBer qui a quitté le collectif mais qui poursuit ses vidéos en solo sur la plateforme.
Début 2014, Golden Moustache fête son million d'abonnés sur Youtube.
Le 8 avril 2014, le collectif Suricate publie pour la première fois un format plus long, un court-métrage intitulé Le Fantôme de merde. Tourné dans le cadre du Montreux Comedy Festival, cette comédie fantastique est un succès-surprise avec plus de 10 millions de vues.
Le 25 juin 2014, plusieurs membres de Golden Moustache, notamment PV Nova, Dédo, Julien Josselin et Eléonore Costes, se rendent au Brésil pour la Coupe du monde de football et pour y faire des vidéos qu'il postent sur la chaîne Dailymotion de Golden Moustache.

### Troisième saison avec McFly et Carlito
En septembre 2014, la saison 3 de Golden Moustache débute avec notamment McFly & Carlito ou Thomas VDB.
Le 29 octobre 2014, Julien Josselin crée JAM, une émission où 5 artistes, dont Julien Josselin, Kyan Khojandi ou Jérôme Niel, ont une journée seulement pour écrire et tourner un sketch avec des contraintes imposées par les internautes. Le 7 octobre 2015, à l'occasion de la COP 21, Nicolas Hulot s'associe avec Golden Moustache pour une vidéo humoristique destiné à sensibiliser les jeunes générations au problème du réchauffement climatique. La vidéo Break the Internet connaît un grand retentissement sur les réseaux sociaux et dans les médias.
Le 24 novembre 2015, Suricate publie sur Internet en guise de 3ème saison une seule vidéo, un long-métrage de fiction entièrement gratuit : Les Dissociés. Le 22 décembre 2015, le premier sketch-show de Golden Moustache est diffusé sur W9 en Prime-time, Golden Moustache Spécial Parodies.
Le 20 septembre 2016, le deuxième sketch-show est diffusé sur la même chaîne.

### La nouvelle identité Golden Network
En avril 2017, la société GM6 adopte la marque Golden Network et rassemble les marques numériques destinées aux milléniaux du Groupe M6,.
En décembre 2019, le site web de Golden Moustache ferme ses portes.
Le 17 juillet 2023, la chaîne YouTube de Golden Moustache est renommée "M6", provoquant de nombreuses réactions. Face à ces dernières, le groupe M6 annonce, via un communiqué publié le lendemain, faire marche arrière et remettre la chaîne YouTube en état.

## Productions

### Séries produites par Golden Network
- Les Emmerdeurs, série YouTube Originals réalisée par Valentin Vincent
- Radioactive, série Pickle TV réalisée par Stefan Carlod et Valentin Vincent
- Vertige, série Pickle TV réalisée par Maxime Potherat

### Longs-métrages produits par Golden Network
- Les Dissociés, long-métrage réalisé par Raphaël Descraques

## Membres (auteurs et comédiens)
Saison 1 - 2012-2013
Direction artistique : Vladimir Rodionov
- Florent Bernard
- Julien Josselin
- Vincent Tirel
- Raphaël Descraques
- Monsieur Poulpe
- Davy Mourier
- Yacine Belhousse
- Dédo
- Airnadette
- PV Nova

Saison 2 - 2013-2014
Direction artistique : Bruno Muschio / Vladimir Rodionov
- Florent Bernard
- Julien Josselin
- Vincent Tirel
- Raphaël Descraques
- Adrien Ménielle
- Davy Mourier
- Yacine Belhousse
- Dédo
- Éléonore Costes
- Justine Le Pottier
- Aude Gogny-Goubert
- Valentin Vincent
- Lucien Maine[17]
- Greg Romano
- Akim Omiri
- Antoine Schoumsky
- Léa Camilleri

Saison 3 - 2014-2015
Direction artistique : Adrien Ménielle
Direction artistique Le Lab : Florent Bernard
- McFly & Carlito
- Florent Bernard
- Julien Josselin
- Vincent Tirel
- Adrien Ménielle
- Éléonore Costes
- Justine Le Pottier
- Valentin Vincent
- Lucien Maine[17]
- Greg Romano
- Akim Omiri
- Nicolas Berno
- Babor Lelefan
- Arthur Laloux

Saisons suivantes
- Freddy Gladieux
- Laura Felpin
- Aurélien Préveaux
- Anis Rhali
- Anna Apter
- Amaury Magne et Quentin Thiriau (Amaury&Quentin)
- Laurène Arnoux (Luciole)

### Catégories
- Suricate
- Le Golden Show
- L'histoire racontée par des chaussettes
- La dernière série avant la fin du monde
- Franchement
- Airnadette
- La Michauré
- Le Lab
- Multiprise

## La plateforme Golden Moustache

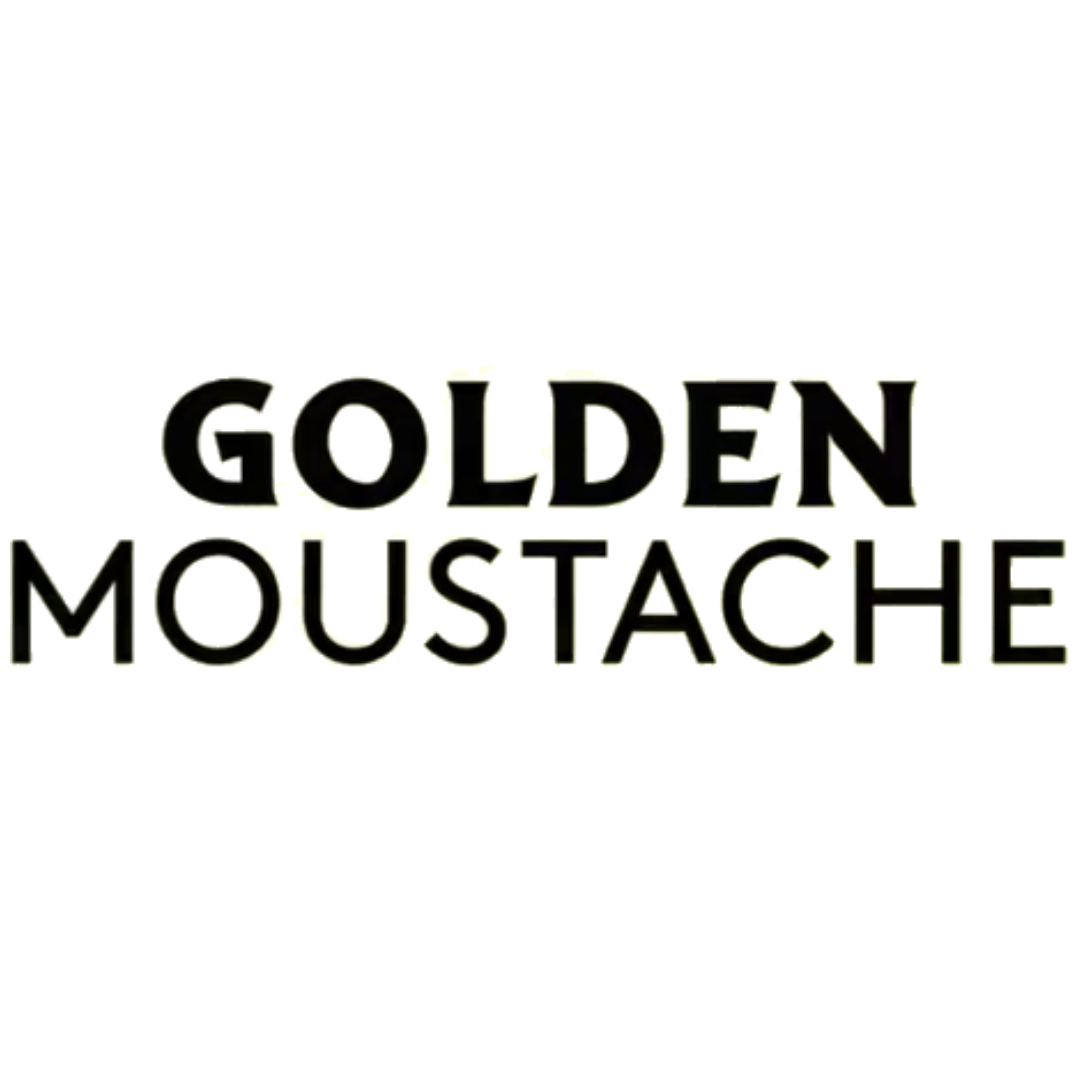
Logo de Golden Moustache depuis 2019.

Lancée le 8 novembre 2012 par le Groupe M6, la plateforme Golden Moustache est gérée par la société de production GM6. Ces vidéos sont également diffusées sur YouTube, ainsi que sur Dailymotion et sur la chaîne de télévision W9.